# Mary Forbes
Ethel Louise Young (Hornsey,Londres, Inglaterra; 30 de diciembre de 1879-Beaumont, California, 22 de julio de 1974), más conocida como Mary Forbes, fue una actriz de cine británica, afincada en Estados Unidos en sus últimos años, donde falleció. Actuó en más de 130 películas entre 1919 y 1958.

## Biografía
Nacida en Hornsey, un distrito de Londres, Inglaterra. Hizo su primera aparición en público dando recitales. Debutó como actriz en 1908 en el Aldwych Theatre de Londres y en 1913 en el Maxine Elliott's Theatre de Romance.
Se hizo cargo de la dirección del Ambassadors Theatre en 1913 y tuvo varios años de experiencia en los escenarios de Gran Bretaña y Estados Unidos antes de sus apariciones en películas de Hollywood. Dos de sus tres hijos de su primer matrimonio en el primer trimestre de 1904 con Ernest J. Taylor, Ralph y Dorothy Brenda, conocida como Brenda, también fueron actores. La mediana de los tres, Phyllis Mary Taylor, no se dedicó a la interpretación. Su segundo marido fue el actor británico Charles Quartermaine, con quien se casó en 1925; la unión terminó en divorcio. Se casó con su tercer marido, Wesley Wall, un hombre de negocios estadounidense, en 1935; la pareja permaneció casada hasta la muerte de ella en 1974.
Se nacionalizó estadounidense en 1943, y una de sus referencias personales fue Lucile Webster Gleason, actriz y esposa del actor James Gleason.
Mary Forbes falleció en 1974 en Beaumont (California).

## Selección de su filmografía
- The Thirteenth Chair (1929)
- The Trespasser (La intrusa) (1929)
- Sunny Side Up (Un plato a la americana) (1929)
- So This Is London (1930)
- The Man Who Came Back (Del infierno al cielo) (1931)
- La huerfanita (1931)
- Vanity Fair (1932)
- A Farewell to arms (1932) Adiós a las armas.[7]
- Bombshell (1933)
- The Awful Truth (1937)
- Everybody Sing (1938)
- Three Loves Has Nancy (1938)
- You Can't Take It With You (1938)
- Fast and Loose (1939)
- The Adventures of Sherlock Holmes (1939)
- Private Affairs (1940)
- Nothing But the Truth (1941)
- Sherlock Holmes in Washington (1943)
- Women in Bondage (1943)
- Terror by Night (1946)